# Pardosa wasatchensis
Pardosa wasatchensis är en spindelart som beskrevs av Willis J. Gertsch 1933. Pardosa wasatchensis ingår i släktet Pardosa och familjen vargspindlar. Inga underarter finns listade i Catalogue of Life.